# Jim Langer
James John Langer (Little Falls, Minnesota, 16 de mayo de 1948 – Coon Rapids, Minnesota, 29 de agosto de 2019), más conocido como Jim Langer, fue un jugador profesional estadounidense de fútbol americano que se desempeñó en la posición de center y guard en la National Football League (NFL). Es miembro del Salón de la Fama del Fútbol Americano Profesional.

## Carrera
Langer jugó como profesional diez temporadas en Miami Dolphins (1970-1979), después pasó a Minnesota Vikings, donde jugó dos temporadas (1980-1981), y fue el equipo en el que se retiró.

## Reconocimiento
El 8 de agosto de 1987, ingresó como miembro al Salón de la Fama del Fútbol Americano Profesional.